# Nat Hentoff
Nat Hentoff, né à Boston (Massachusetts) le 10 juin 1925 et mort à New York (État de New York) le 7 janvier 2017, est un journaliste, historien, romancier et critique américain de jazz et de musique country.
Au cours de sa longue carrière, il fait paraître de nombreux ouvrages sur le jazz, des romans, biographies, ainsi que de la littérature d'enfance et de jeunesse. Il est également chroniqueur pour de nombreux journaux et magazines américains comme The Village Voice durant plus de 50 ans.

## Biographie
Hentoff fait des études à l'école Boston Latin School, puis à l'université Northeastern University, où il obtient un Bachelor of Arts en 1946 et, en 1985, un doctorat honorifique en droit. Il suit ensuite des cours à l'Université Harvard. En 1950, il reçoit une bourse Fulbright, s'inscrit à des cours à la Sorbonne à Paris et obtient un diplôme de l'institution française en 1950,.
Après la Seconde Guerre mondiale, il entame une carrière de journaliste sur une station de radio de Boston, WMEX. À 19 ans il a son émission de radio et, à la fin des années 1940, il anime les émissions JazzAlbum et From Bach To Bartok. Jusqu'à la fin des années 1950, il anime également une émission intitulée The Scope of Jazz sur la station WBAI-FM basée à New York. En 1952, il est engagé par le magazine Down Beat pour rédiger des chroniques régulières, puis l'année suivante, à 28 ans, il devient éditeur associé du magazine jusque 1957 où il est licencié pour avoir engagé une personne de couleur. Publié en 1955, son premier ouvrage, intitulé Hear Me Talking to Ya, « est une contribution remarquable à l'histoire du jazz ». L'année suivante, en 1958, il fonde avec Martin Williams et Hsio Wen Shih le magazine The Jazz Review. En 1960, Hentoff crée le label Candid Records qu'il dirige jusque 1961. Pendant sa courte période d'existence, le label accueille cependant dans son répertoire des séances d'enregistrements de musiciens de renom comme le contrebassiste Charles Mingus, la chanteuse Abbey Lincoln et le saxophoniste Phil Woods. En outre, pendant cette période, il « devient professeur à l'Université de New York ».
Rédacteur de chroniques pour des journaux, notamment The Village Voice, Legal Times, The Washington Times, il est également attaché comme journaliste au magazine The New Yorker pendant 25 ans. Il signe ensuite des articles pour The New York Times, The New Republic, The Atlantic Monthly et The Washington Post. 
Paru en 1982, son premier roman policier, Le Diable et son jazz (Blues for Charlie Darwin), « qui décrit l'univers de Greenwich Village avec ses trafics en tous genres », est traduit en français dès l'année suivante et paraît dans la collection Série noire.
Dans les années 1990, il rédige de nombreuses liner notes sur des enregistrements de jazz de différents styles et écrit régulièrement sur le jazz pour le quotidien américain The Wall Street Journal.

## Militant pour les libertés
Nat Hentoff est aussi connu en tant que libre-penseur et militant pour la liberté d'expression, contre la peine de mort, contre l'avortement (pro-life), et les décisions politiques ayant des conséquences sur la vie des Américains. Il soutient Israël et, en 2003, l'opération menée pour libérer l'État irakien, mais critique la loi antiterroriste USA PATRIOT Act votée sous le gouvernement de George W. Bush en 2001. Il critique aussi le parti démocrate des États-Unis, qui a émis en période d'élection des doutes sur les motifs de déclaration de guerre du président Bush au sujet des prétendues armes de destruction massive en Irak. Il critique aussi certaines lois approuvées par le gouvernement précédent de Bill Clinton, en particulier Antiterrorism and Effective Death Penalty Act of 1996.

## Vie privée
Nat Hentoff se marie avec Miriam Sargent en 1950 et Trudi Bernstein en 1954, deux mariages qui finirent en divorce. Il se marie une troisième fois avec Margot Goodman en 1959.

## Publications
En plus des nombreux livres consacrés au jazz et aux livres orientés sur des questions politiques, Hentoff a également écrit des romans et les livres pour enfants. Il a aussi rédigé une autobiographie.

### Romans
- Jazz Country (1965)
- Call the Keeper (1966)
- Onwards! (1966)
- I'm Really Dragged But Nothing Gets Me Down (1968)
- Blues for Charlie Darwin (1982) Publié en français sous le titre Le Diable et son jazz, Paris, Éditions Gallimard, coll. « Série noire » no 1927 (1983)  (ISBN 2-07-048927-2) ; réédition Éditions Gallimard, coll. « Folio » no 2583 (1994)  (ISBN 2-07-038858-1)
- The Man from Internal Affairs (1985) Publié en français sous le titre La Police des polices, Paris, Éditions Gallimard, coll. « Série noire » no 2070 (1986)  (ISBN 2-07-049070-X)

### Littérature d'enfance et de jeunesse

#### SérieSam at School
- This School Is Driving Me Crazy (1975)
- Does This School Have Capital Punishment? (1981)

#### Autres ouvrages de littérature d'enfance et de jeunesse
- The Day They Cale to Arrest the Book (1982)
- First Freedom, Random House Children's Books, 2012, 363 p. (ISBN 978-0-307-79990-6 et 0-307-79990-5, lire en ligne)

### Ouvrages sur le jazz et autres essais
- Hear Me Talking to Ya (1955), écrit en collaboration avec Nat Shapiro Publié en français sous le titre Écoutez-moi ça, Paris, Corrêa (Buchet/Chastel) (1956)
- Journey Into Jazz, Coward-McCann, 1968, 48 p.
- Jazz : New Perspectives on the History of Jazz By Twelve of the World's Foremost Jazz Critics and Scholars, Da Capo Press, 1975, 387 p. (ISBN 0-306-80002-0 et 978-0-306-80002-3)
- Jazz Is, Limelight Editions, 1976, 288 p. (ISBN 0-87910-003-6 et 978-0-879-10003-2)
- The Jazz Makers : Essays on the Greats of Jazz, Da Capo Press, 1979 (en collaboration avec nat shapiro), 368 p. (ISBN 978-0-306-80105-1 et 0-306-80105-1)
- American Heroes : In and Out of School, Delacorte Press, 1987, 126 p. (ISBN 0-385-29565-0 et 978-0-385-29565-9)
- Living the Bill of Rights : How to Be an Authentic American, University of California Press, 1999, 253 p. (ISBN 0-520-21981-3 et 978-0-520-21981-6, lire en ligne)
- Listen To The Stories : Nat Hentoff on Jazz and Country Music, Da Capo Press, 2000, 240 p. (ISBN 0-306-80982-6 et 978-0-306-80982-8)
- (en) The Nat Hentoff Reader, Cambridge (Mass.), Da Capo Press, 2001, 336 p. (ISBN 0-306-81084-0 et 978-0-306-81084-8)
- The War on the Bill of Rights : and the Gathering Resistance, Seven Stories Press, 2003, 232 p. (ISBN 1-58322-658-3 et 978-1-583-22658-2)
- American Music Is, Da Capo Press, 2004, 352 p. (ISBN 0-306-81351-3 et 978-0-306-81351-1)
- At the Jazz Band Ball : Sixty Years on the Jazz Scene, University of California Press, 2010, 246 p. (ISBN 978-0-520-26113-6 et 0-520-26113-5)

### Autobiographie
- Boston Boy : Growing Up with Jazz and Other Rebellious Passions, Paul Dry Books, 2001, 212 p. (ISBN 0-9679675-2-X et 978-0-967-96752-3)
- Speaking Freely : a Memoir, Knopf, 1997, 303 p. (ISBN 0-679-43647-2 et 978-0-679-43647-8).

## Récompenses
En 1972, il est récompensé par une bourse Guggenheim. En 1995 il reçoit un prix de la National Press Foundation Award pour de remarquables contributions dans le journalisme. En 2004, le NEA le récompense d'un Jazz Master, il devient à cette occasion la première personne non musicienne à recevoir ce prix.